# Untamed
Untamed är en amerikansk kriminaldramaserie som hade premiär på Netflix den 17 juli 2025. Den första säsongen består av sex avsnitt.

## Handling
Serien handlar om Eric Inman, en specialagent för National Parks Service, som arbetar med att upprätthålla människans lag i naturen. Utredningen av ett brutalt dödsfall leder Inman rakt in i en kollision med parkens mörka hemligheter och med sitt eget förflutna.

## Rollista (i urval)
- Eric Bana - Kyle Turner
- Sam Neill - Paul Souter
- Wilson Bethel
- Lily Santiago
- Rosemarie DeWitt